# 요나탄 사갈

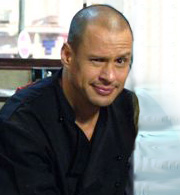

요나탄 사갈(Jonathan Sagall, 1959년 4월 23일 ~ )은 이스라엘의 배우, 영화 감독, 각본가, 연극 배우, 영화배우, 텔레비전 감독, 영화 프로듀서, 텔레비전 배우이다.
토론토에서 태어났다.

## 방송
- 하버드 대학의 공부벌레들 시즌4
- 하버드 대학의 공부벌레들 시즌3
- 하버드 대학의 공부벌레들 시즌2
- 하버드 대학의 공부벌레들 시즌1

## 영화
- 립스틱카 (2011년)
- 특수요원 BBI (1995년)
- 쉰들러 리스트 (1993년) - 폴덱 페퍼베르그 역
- 그로잉 업 8 (1988년)
- 그로잉 업 7 (1987년)
- 하버드 대학의 공부벌레들 시즌4 (1986년)
- 하버드 대학의 공부벌레들 시즌3 (1985년)
- 그로잉 업 6 (1985년)
- 테러리스트 (1984년)
- 그로잉 업 5 (1984년)
- 하버드 대학의 공부벌레들 시즌2 (1983년)
- 그로잉 업 4 (1982년)
- 은반 위의 기적 (1981년)
- 그로잉 업 2 (1979년)
- 하버드 대학의 공부벌레들 시즌1 (1978년)
- 그로잉 업 (1978년)